# Inab
Inab (Arabisch: اناب, ook Enab en Nepa genoemd) is een Syrisch dorp in noorden van het Aleppo-gouvernement.
Het dorp ligt in Nahiya Afrin, een subdistrict van het district Afrin.
Bij de volkstelling van 2004 had het dorp 879 inwoners.

## Geschiedenis
In 1148 vond hier de Slag bij Inab plaats; Een veldslag waarbij Raymond van Antiochië verslagen werd door Nur ad-Din.

## Syrische Burgeroorlog
Toen het regime van Assad in 2012 zijn troepen terugtrok uit Afrin voor de strijd rond Aleppo, werd hun plaats ingenomen door de koerdische Democratische Uniepartij.
Op 9 maart 2018 is Inab veroverd  door de Turkse strijdkrachten en het Syrische Nationale leger tijdens Operatie Olijftak. waardoor het de facto onder Turkse controle staat.